# Emiya-san Chi no Kyō no Gohan
Emiya-san Chi no Kyō no Gohan (衛宮さんちの今日のごはん Emiya-san Chi no Kyō no Gohan?) es una serie de manga japonesa escrita e ilustrada por TAa. La serie se ha serializado en el sitio web Young Ace Up de Kodokawa Shoten desde el 26 de enero de 2016, y se ha recopilado en once volúmenes de tankōbon a partir del 25 de marzo de 2025. El manga está licenciado en Norteamérica por Denpa, y lanzó su primer volumen el 13 de marzo de 2019. Es una serie derivada de Fate/stay night de Type-Moon, que gira en torno a la vida cotidiana del protagonista Shirō Emiya cocinando varios tipos de cocina japonesa. Una adaptación anime original de internet de trece episodios de Ufotable se transmitió mensualmente del 25 de enero de 2018 al 1 de enero de 2019.

## Sinopsis
La historia tiene lugar en un universo alternativo donde Shirō Emiya vive en paz con su familia y amigos en la ciudad de Fuyuki. Se centra en Shirō Emiya cocinando varios tipos de cocina japonesa para su familia y amigos durante las cuatro estaciones del año.

## Contenido de la obra

### Manga
Emiya-san Chi no Kyō no Gohan, escrito e ilustrado por TAa, comenzó a serializarse en el sitio web Young Ace Up de Kadokawa Shoten desde el 26 de enero de 2016. Se han lanzado once volúmenes tankōbon al 25 de marzo de 2025. La empresa norteamericana de publicación de manga Denpa ha licenciado la serie. El primer volumen en inglés fue lanzado el 13 de marzo de 2019. El manga también ha sido licenciado en Taiwán, y Tailandia.
| N.º | Fecha de lanzamiento     | ISBN original          |
| --- | ------------------------ | ---------------------- |
| 1   | 26 de enero de 2017      | ISBN 978-4-04-105231-0 |
| 2   | 26 de diciembre de 2017  | ISBN 978-4-04-106391-0 |
| 3   | 22 de septiembre de 2018 | ISBN 978-4-04-107355-1 |
| 4   | 25 de julio de 2019      | ISBN 978-4-04-108475-5 |
| 5   | 22 de febrero de 2020    | ISBN 978-4-04-108477-9 |
| 6   | 26 de enero de 2021      | ISBN 978-4-04-110820-8 |
| 7   | 8 de octubre de 2021     | ISBN 978-4-04-111679-1 |
| 8   | 26 de agosto de 2022     | ISBN 978-4-04-112515-1 |
| 9   | 25 de noviembre de 2023  | ISBN 978-4-04-113252-4 |
| 10  | 26 de agosto de 2024     | ISBN 978-4-04-115223-2 |
| 11  | 25 de marzo de 2025      | ISBN 978-4-04-115426-7 |

### Anime
Una adaptación original de animación en red se estrenó durante el "Fate Project New Year's Eve TV Special" el 31 de diciembre de 2017. El anime comenzó a transmitirse en Japón a partir del 1 de febrero de 2018, con nuevos episodios que se estrenaron el primero de cada mes. Está producida por el estudio de animación Ufotable, que trabajó anteriormente con Type-Moon en la mayoría de las adaptaciones de anime Fate/stay night. El anime está dirigido por Takahiro Miura y Tetsuto Satō, producido por Hikaru Kondo y escrito por el personal de Ufotable. Toko Uchimura adaptó los diseños de personajes de las ilustraciones originales de TAa.  La música de la serie fue compuesta por Go Shiina. El tema de apertura es "Apron Boy" de DJ Misoshiru y MC Gohan, y el tema final es "Collage" de Sangatsu no Phantasia. El anime está licenciado en Norteamérica por Aniplex of America y comenzó a transmitirse en Crunchyroll el 25 de enero de 2018. La serie duró 13 episodios.

### Videojuego
Una adaptación a videojuego del manga, titulada Mainichi♪ Emiya-san Chi no Kyō no Gohan (毎日♪衛宮さんちの今日のごはん?) fue lanzada por Aniplex para Nintendo Switch como juego descargable. El lanzamiento del título estaba previsto para mayo de 2020, pero se pospuso hasta el 28 de abril de 2021 debido a la pandemia de COVID-19. Aniplex anunció más tarde que el juego tendría un lanzamiento en Norteamérica, que se produjo el 2 de junio de 2021.